# Megami Tensei Gaiden: Last Bible
Megami Tensei Gaiden: Last Bible (女神転生外伝 Last Bible?  "Gudinnans återfödelse, sidoberättelse: Sista bibeln") är en serie datorrollspel som utvecklades av Multimedia Intelligence Transfer, Sega och Menue, och gavs ut av Atlus och Sega till flera plattformar. Det första spelet i serien, Revelations: The Demon Slayer, gavs ut 1992; detta är den enda del i serien som har givits ut på engelska. Efter The Demon Slayer har två uppföljare och två spinoffer givits ut. Spelen i huvudserien går ut på att spelaren utforskar spelvärlden och slåss mot monster i menybaserade strider; spelaren kan också försöka rekrytera monster till sin trupp, och smälta samman två allierade monster till ett enda nytt för att försöka få fram starkare monster. Spinoffen Another Bible är ett turordningsbaserat strategispel, medan Last Bible Special är ett datorrollspel som styrs från ett förstapersonsperspektiv.
Serien är en del av mediafranchisen Megami Tensei, men då Last Bible utvecklades med en bredare publik i åtanke, som även inkluderar barn, är serien nedtonad jämfört med Shin Megami Tensei-spelen. Som exempel på detta möter spelaren monster istället för demoner, och de flesta Last Bible-spelen utspelar sig i en medeltida fantasy-värld. Hiroyuki Yanada och Iwao Mitsunaga komponerade musiken till de två första spelen, medan Yanada ensam komponerade musiken till Last Bible III och Manami Matsumae komponerade musiken till Another Bible. Kritiker har varit till stor del positiva till serien, men har varit oeniga kring spelens grafik. Musiken, främst den i de två första spelen, har fått mycket positiv uppmärksamhet; flera album med spelens soundtrack har givits ut av Sweep Records.

## Spel
- Revelations: The Demon Slayer, i Japan känt som Megami Tensei Gaiden: Last Bible, är det första spelet i serien. Det gavs ut till Game Boy den 23 december 1992 i Japan,[1] till Sega Game Gear den 22 april 1994 i Japan,[2] till Game Boy Color den 19 mars 1999 i Japan och i augusti 1999 i Nordamerika,[3][4] och till mobiltelefoner den 16 januari 2008 i Japan.[5] Spelet handlar om El, en pojke som studerar magi hos sin lärare Zodia.[6]
- Megami Tensei Gaiden: Last Bible II är det andra spelet i serien. Det gavs ut till Game Boy den 19 november 1993,[7] till Game Boy Color den 16 april 1999,[8] och till mobiltelefoner den 23 april 2009.[9] Spelet handlar om en pojke vid namn Yuri, som uppfostrades av monster.[10]
- Last Bible III är det tredje spelet i huvudserien. Det gavs ut till Super Famicom den 4 mars 1995,[11] och till mobiltelefoner den 17 september 2010.[12] Spelet handlar om en pojke vid namn Ciel, som lämnar sin hemstad för att resa till en plats som kallas Megalopolis.[10]
- Another Bible är en spinoff.[10] Den gavs ut till Game Boy den 4 mars 1995,[13] och till mobiltelefoner den 18 juni 2009.[14] Spelet handlar om en pojke vid namn Rashiel, som räddar en flicka från banditer och går på äventyr med henne.[10]
- Megami Tensei Gaiden: Last Bible Special är det femte spelet i serien. Det gavs ut till Sega Game Gear den 24 mars 1995.[15] Spelet utspelar sig under biblisk tid, och följer en hjälte vid namn Matel.[10]

## Spelupplägg
Revelations: The Demon Slayer, Last Bible II och Last Bible III är datorrollspel som alla har liknande spelupplägg. De går ut på att spelaren utforskar spelvärlden och tar sig genom labyrintiska områden och grottor. Medan spelaren utforskar världen möter han eller hon flera olika typer av monster, däribland spindlar, ugglor, Medusa och Nue, som man måste slåss mot. Under striderna väljer spelaren kommandon från en meny, som figurerna sedan utför. Spelaren kan anfalla med både fysiska attacker och magi; olika sorters magi är olika effektiva mot olika typer av monster. Figurerna i spelarens trupp lär sig nya typer av magi under spelets gång. Genom att besegra monster får spelaren pengar och erfarenhetspoäng. Efter hand som figurerna i spelarens trupps erfarenhetspoäng ökar får spelaren tillgång till poäng som han eller hon kan lägga på figurernas olika attribut; exempelvis kan spelaren lägga poäng på en figurs hastighetsattribut, vilket gör att den figuren kan göra saker tidigare i strider. Spelaren kan använda pengar som han eller hon har fått från strider till att köpa rustningar, vapen och föremål i butiker i spelvärlden.
Spelaren kan även välja att tala med monster istället för att slåss mot dem, för att försöka rekrytera dem till sin trupp. Spelaren kan välja vilken av figurerna i hans eller hennes trupp som ska försöka rekrytera monstret; olika figurer har olika lätt för att rekrytera monster. Spelaren kan även låta allierade monster försöka rekrytera andra monster. Spelaren kan använda en typ av magi som kallas "Combine" för att smälta samman två allierade monster till ett enda nytt monster; spelaren kan göra detta för att försöka få fram starkare monster. I Last Bible II kan spelaren öka sina allierade monsters styrka genom att ge dem olika föremål. I Last Bible III har spelaren tillgång till en mätare som visar hur de svar spelaren ger monster under konversationer påverkar dem. I The Demon Slayer finns ett upplåsbart flerspelarläge, i vilket två spelare kan låta sina respektive trupper slåss mot varandra.
Another Bible är ett turordningsbaserat strategispel i vilket spelaren flyttar runt sina figurer på ett rutnät och slåss mot fiender. Spelet består av tre olika typer av segment: förberedelser inför strider, strider och städer. De olika typerna av segment repeteras i den ordningen efter hand som spelaren tar sig genom spelet. Under förberedelsesegmenten väljer spelaren vilka figurer som han eller hon ska skicka ut, och under stadssegmenten köper och säljer spelaren föremål, samt samlar in information som krävs för att ta sig till nästa område. Liksom i huvudserien kan spelaren tala med monster för att försöka rekrytera dem, och kan smälta samman allierade monster. Last Bible Special är ett datorrollspel som styrs från ett förstapersonsperspektiv, i vilket spelaren har som mål att ta sig genom fyra labyrintiska områden.

## Utveckling

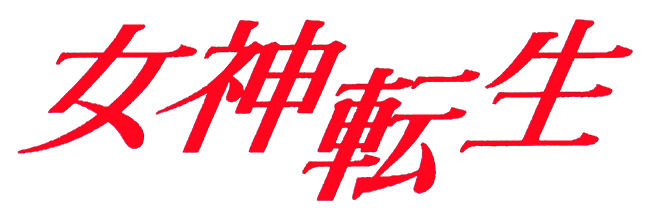
Last Bible är en del av serien Megami Tensei.

Last Bible är en del av mediafranchisen Megami Tensei, men utvecklades med en bredare publik i åtanke, som även inkluderar barn, och är därför en nedtonad variant av Shin Megami Tensei-spelen. Som exempel på detta möter spelaren monster istället för demoner, och handlingen har förlagts till en medeltida fantasy-värld. Den amerikanska versionen av The Demon Slayer kallar dock monstren för demoner. Grafiken i Last Bible III är färggrann och använder sig av sprites liknande de i Final Fantasy VI, med monsterdesign liknande stilen i Disneys filmer. Bakgrunderna i Last Bible Special består av glasmålningar med kristet motiv.
Flera företag har varit involverade i seriens produktion: huvudserien utvecklades av Multimedia Intelligence Transfer; Sega Game Gear-versionen av Revelations: The Demons Slayer utvecklades av Sega; och mobilversionerna av The Demon Slayer, Last Bible II, Last Bible III och Another Bible utvecklades av Menue. Atlus gav ut alla spel i serien utom Last Bible Special och Sega Game Gear-versionen av The Demon Slayer, som gavs ut av Sega. Atlus skötte även lokaliseringen och utgivningen av Game Boy Color-versionen av The Demon Slayer i USA; detta är den enda delen i serien som har givits ut på engelska.

## Mottagande
Adam Cleveland på IGN sade att Revelations: The Demon Slayer är ett kul men ej uppfinningsrikt spel. Den amerikanska speltidningen Nintendo Power kallade det däremot innovativt; som exempel uppskattade de att spelet har ett automatiskt stridssystem som valmöjlighet. Cleveland ogillade systemet med att tala med monster, som han kallade irriterande; han sade att spelaren aldrig vet vilket svar han eller hon ska ge monstren, och att frågorna som monstren ställer känns monotona då de upprepas väldigt ofta. Skribenter för den japanska speltidningen Famitsu tyckte att systemet med att smälta samman demoner var roligt. De sade även att de var besvikna över att The Demon Slayers innehåll är så normalt för rollspel. I deras recension av Last Bible III kommenterade de hur olikt spelet är Megami Tensei-serien, och jämförde det med spelserien Final Fantasy. Kurt Kalata och Christopher J. Snelgrove skrev för Hardcore Gaming 101 att The Demon Slayer inte på något vis är ett framstående spel, men att det är ett av få kompetenta rollspel till Game Boy. De sade att Last Bible III var det absolut bästa av Last Bible-spelen.
Cleveland uppskattade grafiken i Game Boy Color-versionen The Demon Slayer, och sade att den påminner om "8-bitarsunderverken". Nintendo Power sade att grafiken i Game Boy Color-versionen ser bra ut, men att den saknar den fyllighet som finns i andra Game Boy Color-spel. De ogillade bakgrunderna, som de kallade "väldigt intetsägande". Famitsu tyckte att grafiken i Last Bible III höll hög klass, men att grafiken i Another Bible såg billig ut. Kalata och Snelgrove kallade färgpaletten i Game Boy Color-versionerna av The Demon Slayer och Last Bible II fruktansvärd, men sade att Sega Game Gear-versionen av det första spelet såg mycket bättre ut och var väldigt fint för ett bärbart spel; de uppmärksammade särskilt dess filmsekvenser, som de kallade imponerande. De tyckte att figurdesignen i Another Bible var söt, men sade att det finns grafiska problem i spelet: när spelaren förflyttar sig blir delar av bakgrunden genomskinlig. De uppskattade bakgrunderna i Last Bible Special, och tyckte att designen för en del av monstren i Last Bible III var märklig.
Flera kritiker har uppskattat spelens musik. Nintendo Power kallade musiken i The Demon Slayer förvånansvärt bra. Cleveland gillade också musiken i The Demon Slayer, och sade att den alltid passar in i de olika situationer som den spelas i. Kalata och Snelgrove kallade The Demon Slayers musik medryckande. Don på Square Enix Music Online sade att The Demon Slayer har ett gediget soundtrack för ett Game Boy-rollspel, och pekade särskilt ut "Opening" som ett välgjort musikstycke, med dess "exotiska och mystiska" atmosfär. Patrick Gann på RPGFan sade att The Demon Slayer har fantastisk och underskattad musik, men att soundtracket är väldigt kort. Don tyckte att Last Bible II:s soundtrack var ännu bättre, och sade att flera stycken, däribland "Temple", "Field", "Boss Battle" och "Dungeon", var bättre än deras motsvarigheter i det första spelet. Han pekade särskilt ut "Gaia", det stycke som spelas under striden mot spelets sista boss, och sade att det förmodligen var det bästa av alla musikstycken i de första två spelen. Även Gann tyckte att Last Bible II:s musik var bättre än den i det första spelet. Han uppskattade att soundtracket var längre än det första spelets och att han inte kunde hitta några melodier som hade "lånats in" från det första spelets musik. Gann tyckte att Last Bible III:s sound font var svagt, men gillade flera av kompositionerna. Både Don och Gann tyckte att Another Bibles musik var sämre än den i tidigare spel i serien. Don uppskattade dock flera musikstycken, däribland "Beginning Moment", som han tyckte var medryckande och hade en fantastisk melodi, och "Hiding All Feeling Inside", som han tyckte var det mest lyckade stycket i spelets soundtrack.

## Musik
Musiken i The Demon Slayer och Last Bible II komponerades av Hiroyuki Yanada och Iwao Mitsunaga, och inkluderar progressiv rockmusik. Yanada komponerade även för Last Bible III, men utan Mitsunaga; musiken i det spelet inkluderar exempel på bossa nova. Musiken i Another Bible komponerades av Manami Matsumae, och inkluderar exempel på jazz.
Sweep Records har givit ut flera album med spelens soundtrack som en del av deras serie Discovery, i vilken de ger ut album med musik från spel vars musik tidigare inte har givits ut: albumet Megami Tensei Gaiden: Last Bible Soundtrack gavs ut den 15 september 2010 med katalognumret SRIN-1070, Megami Tensei Gaiden: Last Bible II Soundtrack gavs ut den 7 oktober 2010 med katalognumret SRIN-1076, Megami Tensei Gaiden: Another Bible Soundtrack den 19 januari 2011 med katalognumret SRIN-1078, och Last Bible III Soundtrack den 5 oktober 2011 med katalognumret SRIN-1077.
| 1.           | Opening      | 2:06  |
| 2.           | System       | 0:34  |
| 3.           | Terra        | 1:46  |
| 4.           | Town         | 2:10  |
| 5.           | Inn Jingle   | 0:06  |
| 6.           | Temple       | 1:06  |
| 7.           | Companions   | 0:06  |
| 8.           | Field        | 2:27  |
| 9.           | Battle       | 1:33  |
| 10.          | Battle Over  | 0:05  |
| 11.          | Annihilation | 0:56  |
| 12.          | Dungeon      | 2:02  |
| 13.          | Boss Battle  | 1:48  |
| 14.          | Shrine       | 1:03  |
| 15.          | Jingle       | 0:06  |
| 16.          | Zord Nest    | 1:38  |
| 17.          | Islet        | 0:40  |
| 18.          | Ark          | 0:40  |
| 19.          | Lucifer      | 2:18  |
| 20.          | Ending       | 1:25  |
| Total längd: | Total längd: | 24:35 |

| 1.           | Opening      | 0:55  |
| 2.           | System       | 0:53  |
| 3.           | Prologue     | 1:07  |
| 4.           | Temple       | 1:37  |
| 5.           | Town         | 1:31  |
| 6.           | Inn Jingle   | 0:06  |
| 7.           | Shrine       | 0:43  |
| 8.           | Jingle       | 0:06  |
| 9.           | Field        | 1:54  |
| 10.          | Battle       | 1:23  |
| 11.          | Battle Over  | 0:05  |
| 12.          | Annihilation | 0:43  |
| 13.          | Dungeon      | 1:28  |
| 14.          | Boss Battle  | 2:19  |
| 15.          | Tower        | 1:27  |
| 16.          | Reminiscence | 0:29  |
| 17.          | Event        | 0:33  |
| 18.          | Ship         | 1:30  |
| 19.          | Ark          | 0:51  |
| 20.          | Hell         | 1:42  |
| 21.          | Gaia         | 1:58  |
| 22.          | Ending       | 3:13  |
| Total längd: | Total längd: | 26:33 |

| 1.           | Now! The Path that We Must Take | 1:24  |
| 2.           | Name Registration               | 0:53  |
| 3.           | Beginning Moment                | 1:06  |
| 4.           | Carrying Desire                 | 1:45  |
| 5.           | Courage to Fight                | 1:13  |
| 6.           | Encounter SE                    | 0:05  |
| 7.           | Go with Belief                  | 1:07  |
| 8.           | Bonus Jingle                    | 0:05  |
| 9.           | Level Up Jingle                 | 0:07  |
| 10.          | Awakening                       | 0:46  |
| 11.          | A Landscape Called Peace        | 1:05  |
| 12.          | Comical Shock                   | 1:17  |
| 13.          | Fleeting Pleasure               | 1:17  |
| 14.          | Terror ~ Quivering Heart        | 1:46  |
| 15.          | Hiding All Feeling Inside       | 1:57  |
| 16.          | Death of a Friend               | 0:37  |
| Total längd: | Total längd:                    | 16:30 |

| 1.           | Opening           | 3:04  |
| 2.           | Light             | 0:22  |
| 3.           | Title             | 0:21  |
| 4.           | Loading           | 0:48  |
| 5.           | Name Register     | 0:39  |
| 6.           | Underworld        | 0:34  |
| 7.           | Music Box         | 1:10  |
| 8.           | Birds Flying      | 0:51  |
| 9.           | Event I           | 0:07  |
| 10.          | Hometown          | 2:58  |
| 11.          | Yonatan           | 0:46  |
| 12.          | Relation          | 0:07  |
| 13.          | Field I           | 2:41  |
| 14.          | Before The Battle | 0:42  |
| 15.          | Battle I          | 1:38  |
| 16.          | Victory           | 0:06  |
| 17.          | Level Up          | 0:25  |
| 18.          | Game Over         | 0:41  |
| 19.          | Hill              | 1:44  |
| 20.          | Brantika          | 2:08  |
| 21.          | Dinner            | 2:16  |
| 22.          | Jingle            | 0:07  |
| 23.          | Pumpkin Pom       | 0:32  |
| 24.          | Dance             | 0:45  |
| 25.          | Bullton Tower     | 1:51  |
| 26.          | Battle II         | 1:57  |
| 27.          | Get Magic         | 0:06  |
| 28.          | Excite            | 0:53  |
| 29.          | Harry             | 1:37  |
| 30.          | Bad Letter        | 0:51  |
| 31.          | Resurrection      | 0:57  |
| 32.          | Dragon Fang       | 2:44  |
| 33.          | Event II          | 0:08  |
| 34.          | Emergency         | 1:00  |
| 35.          | Val Ship          | 2:51  |
| 36.          | Battle III        | 2:57  |
| 37.          | Senatus           | 1:15  |
| 38.          | Banipal           | 0:52  |
| 39.          | Red Owl           | 2:14  |
| 40.          | Sadness           | 2:02  |
| Total längd: | Total längd:      | 49:47 |

| 1.           | Megalopolis        | 2:22  |
| 2.           | Synthetic Monsters | 0:25  |
| 3.           | Enemy Forces       | 0:24  |
| 4.           | Ekinm Tower        | 1:10  |
| 5.           | Lake I             | 0:59  |
| 6.           | Shark Ship         | 3:14  |
| 7.           | Mochowa            | 1:55  |
| 8.           | Benshoha           | 0:51  |
| 9.           | Song of Mina       | 0:15  |
| 10.          | Lake II            | 2:14  |
| 11.          | Gafi Service       | 2:11  |
| 12.          | Battle Arena       | 1:44  |
| 13.          | Village            | 2:13  |
| 14.          | Flara Flower       | 1:31  |
| 15.          | Escape             | 0:13  |
| 16.          | Sodom              | 2:42  |
| 17.          | Sky Wing           | 0:30  |
| 18.          | Felest Tower       | 2:20  |
| 19.          | R.I.P. Ciel        | 1:15  |
| 20.          | Devil City Usher   | 2:13  |
| 21.          | Devil Forest       | 3:02  |
| 22.          | Battle IV          | 1:31  |
| 23.          | Alec               | 2:54  |
| 24.          | Field II           | 4:55  |
| 25.          | Battle V           | 1:15  |
| 26.          | Battle With Alec   | 2:57  |
| 27.          | Final Battle       | 4:54  |
| 28.          | Ending A           | 0:40  |
| 29.          | Ending B           | 3:15  |
| 30.          | Staff Credit       | 3:50  |
| 31.          | Underworld         | 1:58  |
| 32.          | Birds Flying       | 2:15  |
| 33.          | Dance              | 0:47  |
| 34.          | Sky Wing           | 2:35  |
| 35.          | Ending A           | 1:21  |
| Total längd: | Total längd:       | 68:50 |

### Fotnoter
1. ↑  Före den 1 augusti 2010 gick Menue under namnet Bbmf.[20]